# Скала, Беатриче делла

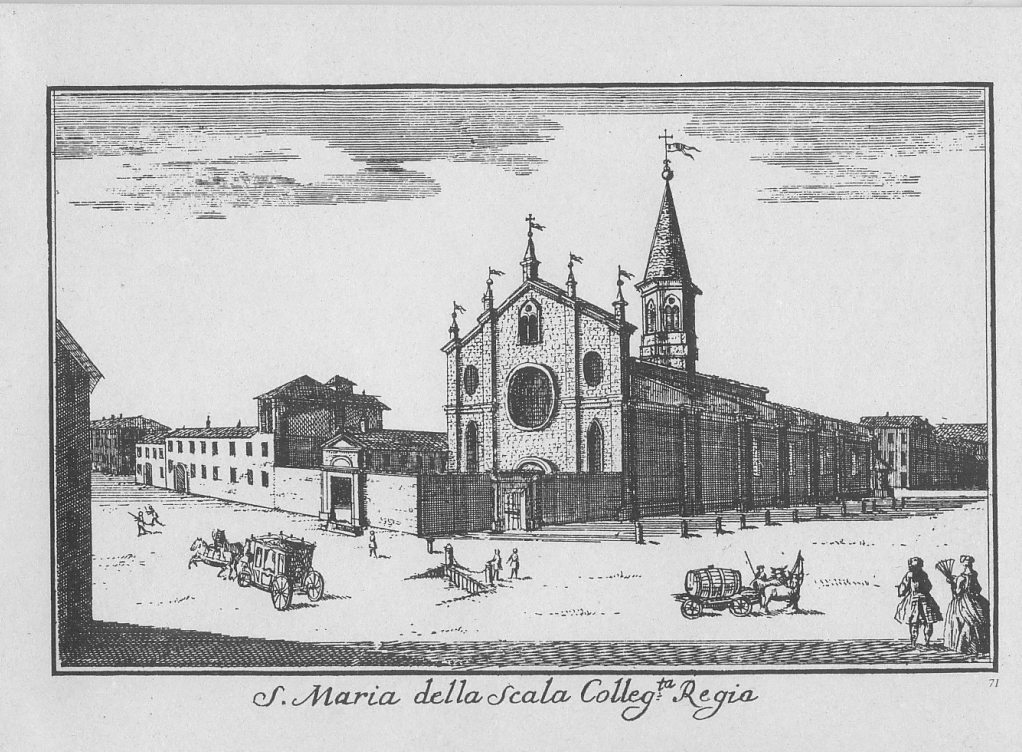
Церковь Санта-Мария-алла-Скала, гравюра около 1745 года

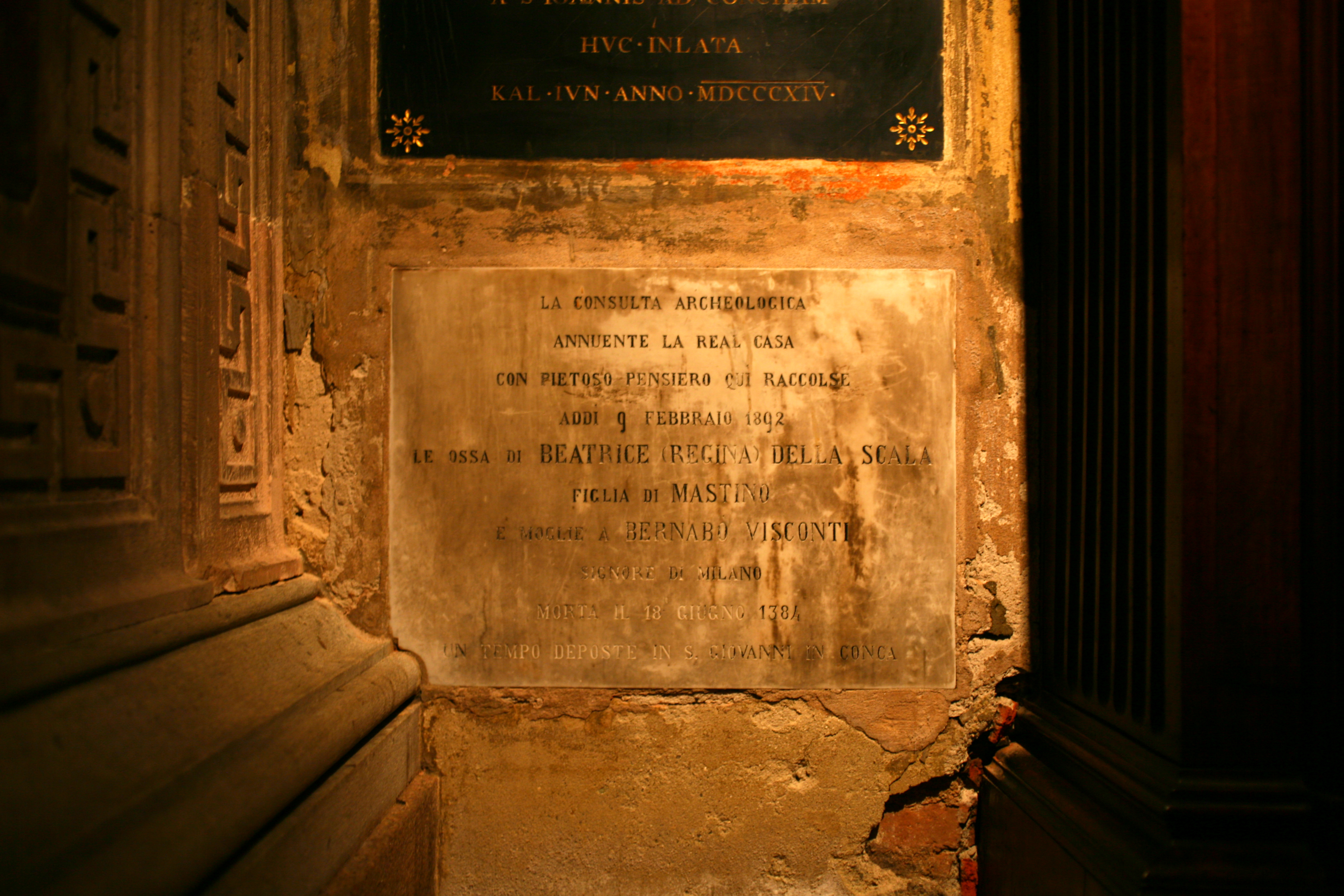
Могила Беатриче делла Скалы в церкви Святого Александра в Милане

Беатри́че де́лла Ска́ла (итал. Beatrice della Scala), прозванная Реджи́на (итал. Regina — «королева»; дата и место рождения неизвестны — 18 июня 1384, Сант-Анджело-Лодиджано) — итальянская аристократка, супруга правителя Милана, правительница городов Реджо-нель-Эмилия и Брешиа, основательница миланской церкви Санта-Мария-алла-Скала.

## Биография
Ни год, ни место рождения Беатриче не известны. Беатриче была единственной дочерью (наряду с четырьмя братьями) сеньора Вероны Мастино II делла Скала и Таддеи ди Йакопо ди Каррара.
В 1342 Беатриче была обещана в жёны Андреа дей Пеполи, но уже через год помолвка была расторгнута по инициативе отца Беатриче. В том же году при посредничестве архиепископа Милана Джованни Висконти была назначена новая помолвка — с Бернабо Висконти, племянником архиепископа. Династическим браком было решено скрепить заключённое перемирие в войне против Милана, которым правил Лукино Висконти. Свадьба была сыграна через семь лет — 27 сентября 1350 года.
В 1354 году, после смерти Лукино, муж Беатриче стал соправителем Милана наравне с Галеаццо II Висконти, а с 1378 года правил единолично. Всё это время Беатриче также самостоятельно занималась градостроительными, финансовыми и даже военными делами, что было отнюдь не характерно для женщин той эпохи, и при этом выказывала недюжинный управленческий талант. Так, она выступала в качестве единоличной управительницы принадлежавших ей населённых пунктов, таких как Ураго-д’Ольо, Пуменего, Фьорано, Кальчо и Галеньяно. По поручению мужа в течение более десяти лет (1373—1384) управляла значительным городом Реджо-нель-Эмилия.
В 1375 году, после смерти своего брата Кансиньорио делла Скалы, Беатриче выдвинула притязания на свою долю наследства, оставшегося от отца, которое попытались без её участия поделить братья Бартоломео и Антонио. Получив отказ, она во главе войска из 1400 человек выступила к городу Брешиа — в результате, в 1379 году наследство было поделено между пятью законными наследниками мужского пола, но Беатриче оказалась управительницей Брешиа от имени своего мужа.
Вместе с тем, хроники упоминают о кротости Беатриче и о том, что она была единственной, кто мог усмирять крутой нрав Бернабо. Благодаря Беатриче в Милане была воздвигнута церковь Святой Марии, названная Санта-Мария-алла-Скала, — в XVIII веке на месте снесённой церкви был построен театр Ла Скала. Несмотря на то, что к моменту смерти Беатриче было едва закончено церковное здание, а к внутреннему убранству ещё даже не приступали, папой Урбаном VI патронат (лат. ius patronatus) над церковью был навечно передан семье Висконти.
Беатриче делла Скала скончалась 18 июля 1384 года (возможно, в местечке Сант-Анджело-Лодиджано, но место смерти указывает всего один источник), через год умер её муж. Супруги были похоронены в миланской церкви Сан-Джованни-ин-Конка, от которой до нашего времени сохранились лишь немногие фрагменты. В 1570 году по приказу Карло Борромео их саркофаги работы Бонино да Кампионе были извлечены из церкви и хранятся в наше время в исторической экспозиции на территории миланского замка Сфорца. Прах супругов был перенесён в миланскую церковь Святого Александра.

## Имя
Супруга Бернабо Висконти носила имя Беатриче, однако во многих источниках она упоминается как Regina — Реджина (в итальянском произношении) или Регина (в классическом латинском). Это слово переводится как с итальянского, так и с латыни как «королева», его употребление применительно к Беатриче вызывает споры, однако большинство исследователей сходится во мнении, что речь не идёт о её титуле. В «Chronicon Veronense» она именуется лат. domina Beatrix, quae domina Regina appellabatur — «правительница Беатрикс, которую называют правительницей Региной». В старинных источниках также отмечается, что Беатриче получила это прозвание за «свою красоту» или за «свою большую душу».

## Дети
У Бернабо Висконти и Беатриче делла Скаллы было множество детей: по разным данным — от тринадцати до пятнадцати. Среди них:
1. Таддея (ок. 1351 — 28 сентября 1381) — первая жена герцога Баварии Стефана III, мать французской королевы Изабеллы Баварской[6].
2. Верде (декабрь 1352 — 1 марта 1414) — жена герцога Австрии Леопольда III[6].
3. Марко[итал.] (ноябрь 1353 — 3 января 1382) — крещён за несколько дней до 26 ноября 1353[4], его крёстным отцом был Франческо Петрарка. В марте 1379 года, при разделе Бернабо своего наследства между сыновьями, ему как старшему, был отписан Милан. Был женат на Елизавете Баварской, которая умерла через несколько дней после мужа — 18 января 1382[6].
4. Антония[итал.] (1354? — 28 марта 1405) — была помолвлена с Федериго III Сицилийским, но свадьба не состоялась из-за смерти последнего в 1377 году. В 1380 вышла замуж за графа Вюртемберга Эберхарда III[6].
5. Лудовико[итал.] (1355[6], крещён в октябре 1358[4] — 28 июля 1404) — в марте 1379 года, при разделе Бернабо своего наследства между сыновьями, ему были отписаны Крема и Лоди. Был третьим мужем своей кузины Виоланты Висконти, дочери Галеаццо II[6].
6. Валентина или Валенца (около 1356—1357 — август 1393) — жена короля Кипра Петра II[6].
7. Карло (ноябрь 1359[6], по другим данным между 10 и 20 ноября 1362[4] — август 1403) — в марте 1379 года, при разделе Бернабо своего наследства между сыновьями, ему были отписаны Кремона, Борго-Сан-Доннино (ныне — Фиденца) и Парма. Был помолвлен со своей кузиной Валентиной, дочерью Джана Галеаццо, но свадьба не состоялась. Был женат на Беатриссе д’Арманьяк, дочери графа Жана II д’Арманьяка[6].
8. Катерина (конец 1360 — 17 октября 1404) — вторая жена своего кузена Джан Галеаццо Висконти, первого герцога Милана, мать герцогов Джан Мария Висконти и Филиппо Мария Висконти[4][7].
9. Агнесса (около 1362—1391) — жена сеньора Мантуи Франческо I Гонзага, была казнена за супружескую измену[6].
10. Родольфо[итал.] (около 1364 — 3 января 1389) — в марте 1379 года, при разделе Бернабо своего наследства между сыновьями, ему были отписаны Бергамо, Сончино и Джера-д’Адда. Не был женат[6].
11. Маддалена[итал.] (около 1366 — 24 августа 1404) — жена герцога Баварии Фридриха, мать герцога Генриха XVI[6].
12. Англезия[итал.] (год рождения не известен, возможно 1368 — 12 октября 1439) — в 1400 году вышла замуж за короля Кипра Януса, но в 1407 году тот запросил, а в 1409 году получил развод — возможно из-за бездетности Англезии. После развода вернулась в Италию и жила в Реджо у своей сводной сестры Изотты (дочери Бернабо и Белтрамолы де’ Грасси)[6].
13. Лучия[итал.] (около 1369 — 4 апреля 1424) — Была помолвлена с Людовиком Анжуйским, затем — с Генрихом, графом Херефордом и Дерби — будущим английским королём Генрихом IV. 28 июля 1399 года вышла замуж за ландграфа Тюрингии Фридриха, но отказалась ехать в Тюрингию. С 24 января 1407 года жена Эдмунда Холланда, 4-го графа Кента[6].
14. Элизабетта[итал.] (1370 или 1374 — 2 февраля 1432) — жена герцога Баварии Эрнста, мать герцога Альбрехта III[6].
15. Мастино[итал.] (март 1371 — 19 июня 1405)  — в марте 1379 года, при разделе Бернабо своего наследства между сыновьями, ему были отписаны Брешиа и Камоника. Данные о семейном положении разнятся: некоторые документы называют его женой Клеофу делла Скала, но в его завещании говорится как о жене о некоей неустановленной Элизабетте, о законной дочери Лучии и о двух незаконнорожденных детях от двух разных женщин во время пребывании его в Германии — Джорджо и Маддалене[6].